# Cimetière militaire de Grodno
Le cimetière militaire de Grodno (en russe : Военное кладбище; en biélorusse: Вайсковыя могілкі ; en polonais : Cmentarz wojskowy) est un cimetière militaire d'officiers et de soldats de différents pays situé à Grodno en Biélorussie.

## Histoire

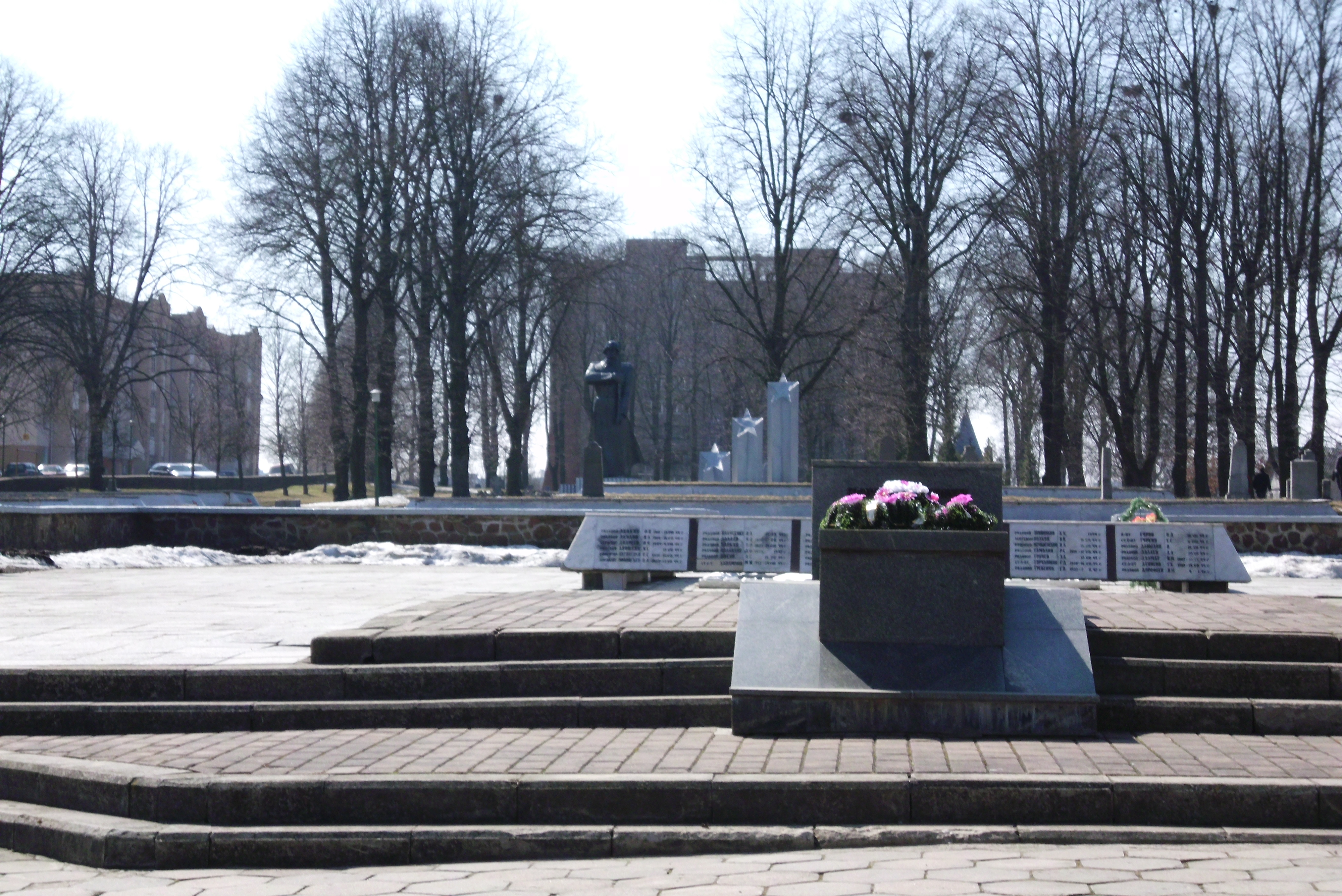
rightCarré des soldats soviétiques.

Ce cimetière a ouvert en 1887 sous le règne d'Alexandre III de Russie sous le nom de « nouveau cimetière luthérien ». Il est alors constitué de deux parties: l'une luthérienne (au sud), et l'autre (nord) pour les orthodoxes et les catholiques. En 1901, il se fait appeler « cimetière militaire. »

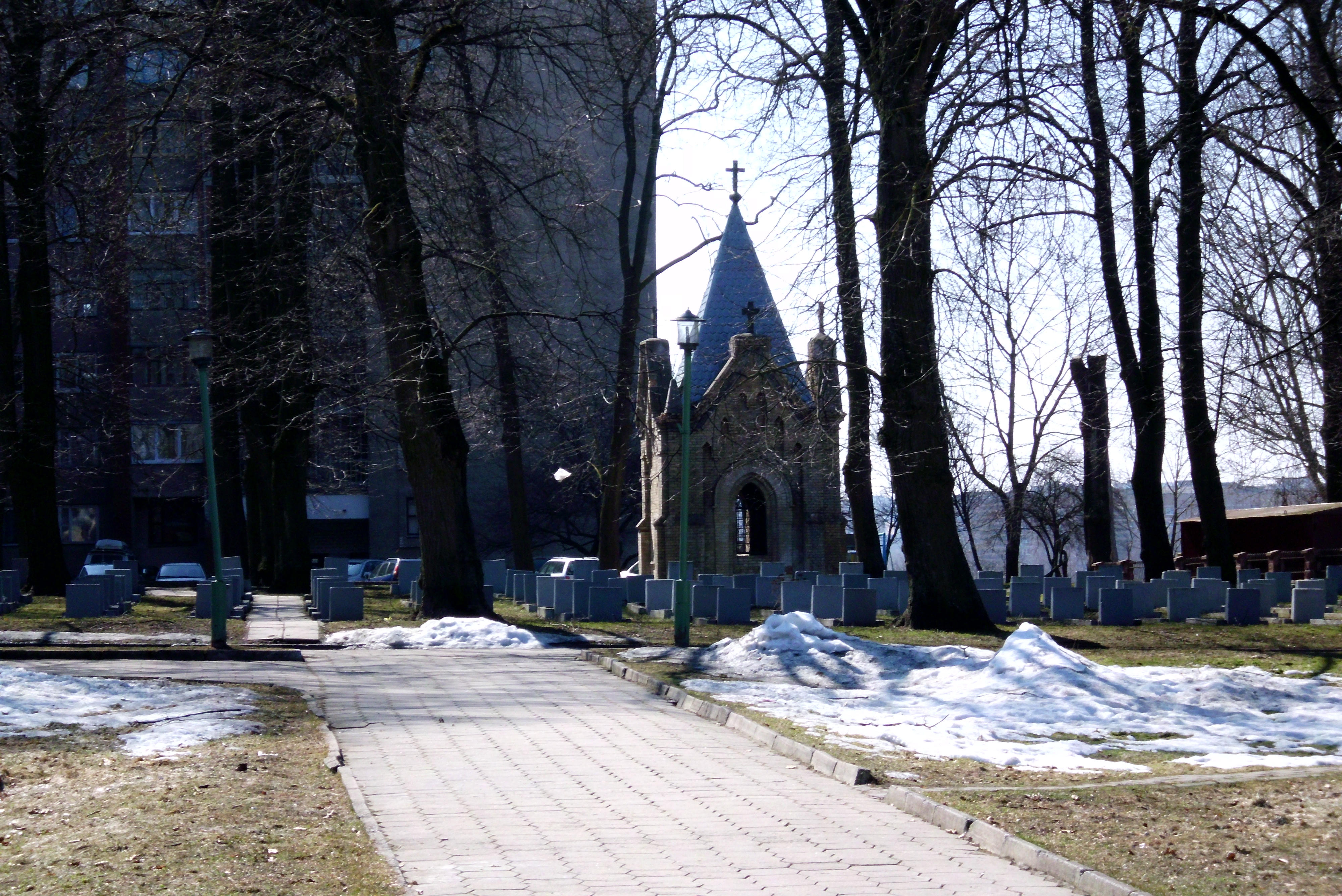
Chapelle Roussov.

Parmi les monuments intéressants d'avant la Révolution, on remarque la chapelle du général-major Alexandre Russow de confession luthérienne décédé en 1896.  
Les pierres tombales polonaises et russes ont été dévastées à l'époque soviétique et les carrés des soldats polonais morts en 1918-1939 devaient être supprimés. Un bloc résidentiel a été construit sur une partie de la nécropole. Les restes des soldats ont été déterrés et emportés. En 1989, seules trois pierres tombales polonaises endommagées avec des inscriptions lisibles ont survécu : le général Antoni Bronisław Ślepowron-Jastrzębski (1880-1924), sa femme et Jerzy Ślepowron-Jastrzębski ; le lieutenant Kazimierz Konopacki (1890-1920), chevalier de l'ordre des Virtuti Militari et la tombe d'un soldat inconnu financée par des écolières. En 1990, un monument symbolique a été érigé pour commémorer 149 officiers de l'armée polonaise et 24 policiers, habitants de Grodno, victimes du massacre de Katyn. En 1992, les défenseurs polonais de Grodno de 1939 ont été enterrés dans la fosse commune. Après 1990, les tombes des Polonais morts dans la guerre soviéto-polonaise (huit rangées de croix) ont été mises en ordre.

## Militaires inhumés

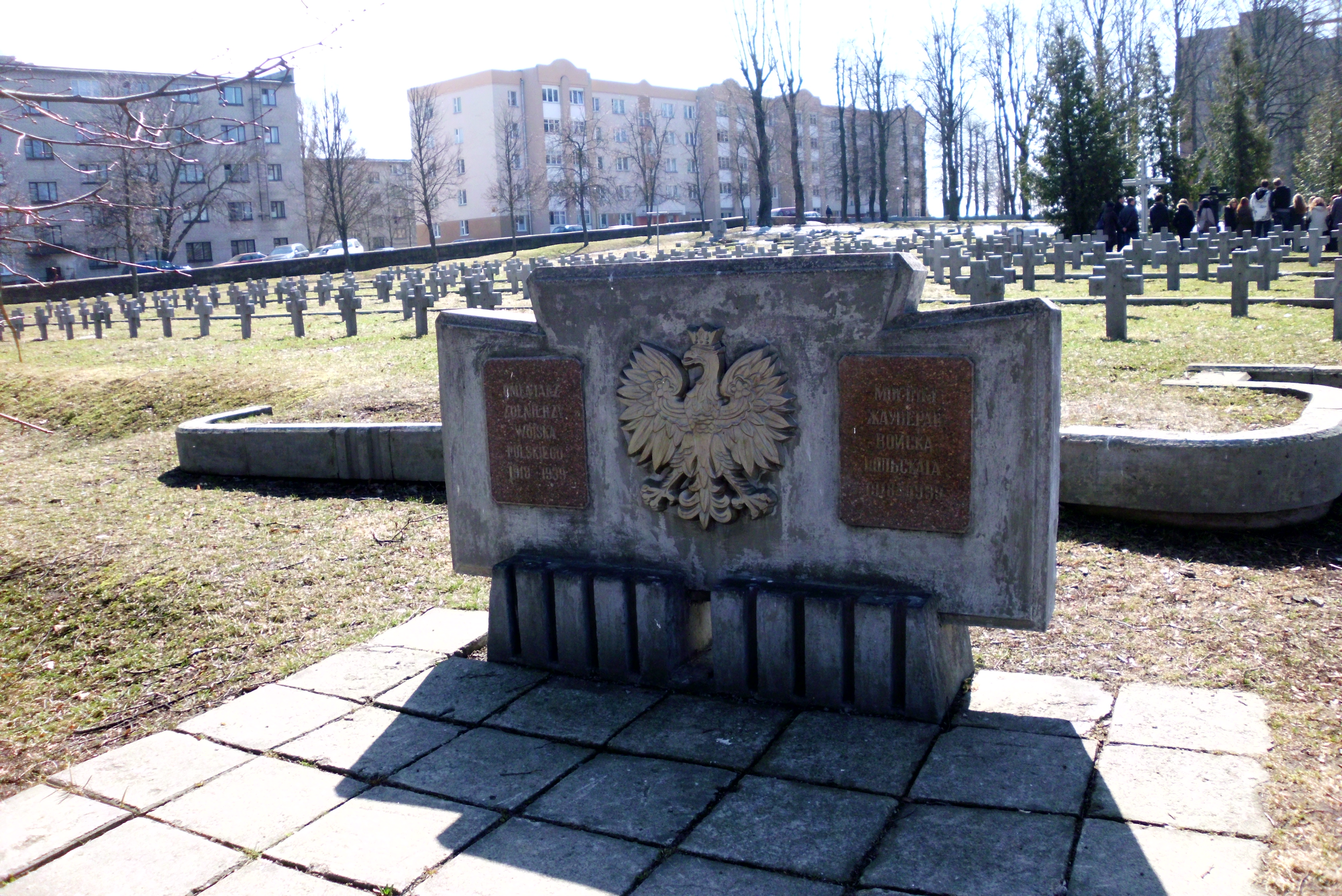
Carré des soldats polonais.

- Officiers et soldats de l'armée impériale russe de la Première Guerre mondiale et d'autres ;
- Officiers et soldats de l'Empire allemand de la Première Guerre mondiale ;
- Soldats de la République polonaise de la guerre soviéto-polonaise et de l'année 1939 de la Seconde Guerre mondiale ;
- Officiers et soldats de l'Armée rouge de la guerre soviéto-polonaise, de 1939, de la Grande Guerre patriotique et de 5 000 prisonniers de guerre de 1941-1943 par les Allemands ;
- Soldats de la Wehrmacht (1939-1945).

Un monument a été érigé en 1981 pour les soldats soviétiques par le sculpteur Tseraboun et l'architecte Korolkov.